# 吉田靖之
吉田 靖之（よしだ やすゆき、1963年（昭和38年） - ）は、日本の法学者。元海上自衛官。高岡法科大学法学部教授。

## 来歴
兵庫県神戸市出身。1982年に同志社大学経済学部に入学し、1984年以降は小野高治ゼミ（西洋経済史）に所属する。1986年、同志社大学経済学部卒業後、海上自衛隊に入隊。1999年、防衛大学校総合安全保障研究科修了。2014年、大阪大学大学院法学研究科博士後期課程修了。海上自衛隊では、防衛研究所教官（国際法）や在バーレーン日本大使館防衛駐在官を務め、2018年8月に定年退官。
2018年4月から2020年3月まで早稲田大学法学部非常勤講師。2018年9月から高岡法科大学法学部教授（現職）。

## 著書
- 『海上阻止活動の法的諸相-公海上における特定物資輸送の国際法的規制-』（2016年大阪大学出版会、博士論文甲第16742号）[5]